# Haris Belkebla
Haris Belkebla (La Courneuve, Francia, 28 de enero de 1994) es un futbolista argelino que juega de centrocampista en el Angers S. C. O. de la Ligue 1. Es internacional con la selección de fútbol de Argelia.

## Trayectoria
Belkebla comenzó su carrera deportiva en el Tours FC de la Ligue 2 en el año 2014, equipo con el que debutó el 8 de agosto, de ese mismo año, frente al Troyes AC.
En 2018 fichó por el Stade Brestois 29, con el que ascendió en esa temporada a la Ligue 1. El 1 de agosto de 2019 disputó su primer partido en la Ligue 1, en el empate a uno del Brest frente al Toulouse F. C.

## Selección nacional
Belkebla fue internacional sub-23 con la selección de fútbol de Argelia, antes de convertirse en internacional absoluto el 14 de noviembre de 2019, en un partido frente a la selección de fútbol de Zambia.
Estuvo convocado con la selección argelina para la disputa de la Copa Africana de Naciones 2019, de la que fue expulsado de la convocatoria por bajarse los pantalones en un directo de Fortnite de su compañero de selección Alexandre Oukidja.

## Clubes
| Club              | País           | Año       |
| ----------------- | -------------- | --------- |
| Tours F. C.       | Francia        | 2014-2018 |
| Stade Brestois 29 | Francia        | 2018-2023 |
| Ohod Club         | Arabia Saudita | 2023-2024 |
| Angers S. C. O.   | Francia        | 2024-     |